# Бенковац
Бенковац (хорв. Benkovac) — город в Хорватии, в Задарской жупании.

## Общие сведения
Бенковац — крупнейший населённый пункт исторического региона Равни Котари. В 20 км к юго-западу от него находится Биоград-на-Мору, в 30 км к северо-западу — столица жупании Задар, в 60 км к востоку — Книн. С этими городами Бенковац связан автодорогами, в 5 км от города проходит автобан Загреб — Сплит. В Бенковаце есть железнодорожная станция на линии Задар — Книн.
Население — 2622 человека (2001), всей общины Бенковац — 9786 человек. Перед войной в Хорватии в Равни Котари проживало смешанное хорватско-сербское население. В 1991 году сербы составляли 53 % населения Бенковца, хорваты — 47 %. В результате войны большая часть сербского населения бежало из региона, в то же время здесь расселялись хорватские беженцы из Боснии, что привело к резкому изменению демографической картины: по данным переписи 2001 года хорваты составляли 90 % населения, сербы — 7,5 %. Административно в состав города входит село Донье Биляне.
Экономика города базируется на сельском хозяйстве, в первую очередь, виноградарстве. В окрестностях города существуют каменоломни, где добывают камень, широко использующийся в строительстве.

## История
В дороманский период регион населяли либурнийцы, одно из иллирийских племён. В VII веке в Далмацию пришли хорваты. В 1409 году Равни Котари вместе с далматинским побережьем перешло под власть Венеции. В первой половине XV веке венецианцы построили здесь ряд мощных крепостей, и в их числе крепость Бенковац. Имя крепость, а позднее и выросший возле неё город, получили по имени одного из знатных семейств региона. В 1527 году Бенковац захвачен турками, в 1683 году отвоёван венецианцами. Позднее принадлежал Австрийской империи и Югославии. Во время войны в Хорватии город был ареной ожесточённых столкновений между хорватами с одной стороны, и частями Югославской народной армии и самопровозглашённой Сербской Краиной — с другой. Город серьезно пострадал от хорватских обстрелов. Реинтегрирован в состав Хорватии в ходе Операции Буря в 1995 году.